# Tramwaje w Piurze
Tramwaje w Piurze − zlikwidowany system komunikacji tramwajowej w peruwiańskim mieście Piura. 

## Historia
Spółka Tranvía Urbano de Piura około 1890 uruchomiła linię tramwaju konnego o szerokości toru 750 mm. Linia ta połączyła dworce kolejowe na linii z Paity oraz z Catacaos. W 1906 wybudowano drugą linię tramwajową na cmentarz. Tramwaje w Piurze zlikwidowano w 1930. 